# Гридин, Владимир Григорьевич
Владимир Григорьевич Гридин (род. 8 декабря 1955 года, Кебраты, Гайнский район, Пермская область, РСФСР, СССР) — политик, депутат Госдумы РФ пятого и шестого созывов, член фракции «Единая Россия», заместитель председателя комитета Госдумы по транспорту.
Доктор экономических наук, профессор кафедры «Экономика природопользования» Московского горного университета (сегодня – Горный институт НИТУ «МИСиС»).

## Биография
Владимир Гридин родился 8 декабря 1955 года в посёлке Кебраты Гайнского района Пермской области.
Работал электрослесарем и электромонтажником в Свердловске.
В 1975 году окончил Уральский политехникум Министерства чёрной металлургии СССР. В 1975–1985 годах работал на Кузнецком металлургическом комбинате.
В 1980-е годы, по приглашению начальника Новокузнецкого отделения железной дороги Амана Тулеева, работал начальником Новокузнецкой дистанции гражданских сооружений железной дороги.
В 1988 году окончил Сибирский металлургический институт им. С. Орджоникидзе.В 1991 году назначен заместителем председателя Куйбышевского райисполкома города Новокузнецка.
С 1993 года занялся бизнесом. Возглавлял торгово-посреднические компании «Сибторгсин» и «Н. М. К. Лтд».
В 1999 году, вместе с партнером по бизнесу Михаилом Федяевым при поддержке Амана Тулеева, выиграл корпоративную войну с группой «МИКОМ» Михаила Живило за угольный разрез «Черниговец».
Сотрудничал с Вадимом Варшавским — владельцем компании «Русский уголь».
В 2004 году, вместе с Михаилом Федяевым зарегистрировал холдинговую компанию «Сибирский деловой союз».
В декабре 2007 и 2011 года был избран депутатом Государственной думы РФ в составе федерального списка кандидатов, выдвинутого партией «Единая Россия».

## Семья
Женат, воспитывает троих сыновей и дочь

## Состояние, собственность и доходы
Входит в рейтинг богатейших бизнесменов России русского издания журнала Forbes: в 2010 году занимал 89 место с состоянием 750 млн долларов США, в 2011 — 72 место с 1,4 млрд $, в 2012 году — 42 место с 2 млрд $.
В Рейтинге российских миллиардеров 2010 года, по данным журнала Финанс занимал 433 место с состоянием 140 млн долларов США.
По данным ЦИКа за 2007 год является владельцем:
- ЗАО «Холдинговая компания „Сибирский Деловой Союз“», 304038.
- ООО «ЦЭМ», 15 %.
- ООО «Капитал Ресурс», 39 %.

Согласно декларации о доходах за период с 01.01.2011 по 31.12.2011 общая сумма декларированного годового дохода Владимира Гридина составила 2 546 516 рублей, а его супруги — 193 102 рублей, при этом в собственности семьи депутата находилось четыре земельных участка общей площадью 7648 м2, три дома общей площадью 1866 м2 и две квартиры площадью 52 и 104 м2.
В феврале 2021 года Михаил Федяев выкупил у Гридина акции ХК «СДС».